# Aeromarine 700
El Aeromarine 700 fue uno de los primeros hidroaviones de la Armada de los Estados Unidos, desarrollado en 1917 por la compañía Aeromarine.

## Diseño y desarrollo
Se construyó para investigar la factibilidad de usar aviones para lanzar torpedos. El avión en sí mismo era un gran biplano triplaza de configuración convencional de tres vanos, equipado con dos flotadores, y motorizado con un Aeromarine K-6 de 75 kW (100 hp). Los flotadores disponían de estructuras separadas, para permitir el alojamiento y lanzamiento de un torpedo desde un soporte bajo el fuselaje. Debido a la escasa capacidad de transporte del avión (317,5 kg), sólo se pudo practicar con un torpedo simulado ligero. Aunque la Armada de los Estados Unidos solicitó cuatro unidades, sólo aceptó las dos primeras (matrículas A142/143), no construyéndose más ejemplares.

## Operadores
Estados Unidos
- Armada de los Estados Unidos

## Especificaciones

### Características generales
- Tripulación: Tres
- Longitud: 7,77 m
- Envergadura: 15,54 m
- Peso vacío: 816 kg
- Peso útil: 317,5 kg
- Planta motriz: 1× motor lineal de 6 cilindros Aeromarine K-6.
  - Potencia: 75 kW (100 hp)

### Rendimiento
- Velocidad nunca excedida (Vne): 104,6 km/h

### Armamento
- Otros: 1 Torpedo simulado

## Aeronaves relacionadas

### Secuencias de designación
- Secuencia Numérica (interna de Aeromarine): ← 75 - 80 - 85 - 700